# Hockey su prato ai XX Giochi del Commonwealth
Le competizioni di hockey su prato ai XXI Giochi del Commonwealth si sono svolte dal 24 luglio al 3 agosto 2014.

## Podi
| Evento    | Oro       | Argento     | Bronzo        |
| Maschile  | Australia | India       | Inghilterra   |
| Femminile | Australia | Inghilterra | Nuova Zelanda |